# Johann Franz Lepape von Trevern

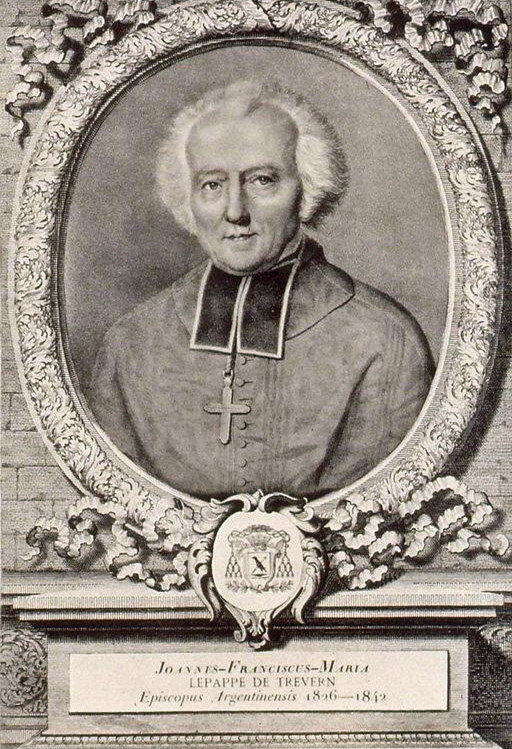
Johann Franz Lepape von Trevern

Johann Franz Lepape von Trevern (französisch Jean-François-Marie Le Pappe de Trévern, * 22. Oktober 1754 in Morlaix; † 27. August 1842 in Straßburg) war Bischof von Straßburg.

## Leben
Johann Franz Lepape von Trevern wurde 1784 zum Priester geweiht und 1823 Bischof von Aire. Am 13. Dezember 1826 wurde er zum Bischof von Straßburg ernannt.